# Ardisia mildbraedii
Ardisia mildbraedii är en viveväxtart som först beskrevs av Ernest Friedrich Gilg och Schellenb., och fick sitt nu gällande namn av A. Taton. Ardisia mildbraedii ingår i släktet Ardisia och familjen viveväxter. Inga underarter finns listade i Catalogue of Life.